# ラングヴェーデル (ヴェーザー)
ラングヴェーデル (ドイツ語: Langwedel) は、ドイツ連邦共和国ニーダーザクセン州のフェルデン郡に属す町村（以下、本項では便宜上「町」と記述する）である。町名は町内南東部の集落に由来する。

## 地理
ラングヴェーデルはミッテルヴェーザー北部、ブレーメン大都市圏の南東部に位置する。北緯53°の緯度線が町内を通っている。

### 自治体の構成
アインハイツゲマインデ（単一自治体）としてのラングヴェーデル町は1972年に以下の村落が合併して成立した。
- ダフェルデン
- エーテルゼン
- ハーバーロー
- ホルテビュッテル
- ラングヴェーデル
- フェルケルゼン

これによりラングヴェーデルはヴェーザー川北部の広い範囲を包含することとなった。この地域はフェルデンからラングヴェーデルやアヒムを経てブレーメンに至る広い住宅密集地域の一部となっている。ハーバーローを除くすべての旧村落にはそれぞれ地区議会と地区長が設けられており、各地区住民の利益を代表している。

## 歴史
ラングヴェーデルの集落は1226年に初めて文献上に記録されている。フェルデン公領とブレーメン大司教領とを結ぶ軍事・交易街道上の戦略上重要な地点に1250年頃に村が建設された。集落の入り口にあったラングヴェーデル城は1222年頃にブレーメン大司教ゲルハルト2世によって、初めは水城として建設されたが、その後間断なく増改築が繰り返された。三十年戦争後、1648年にこの城はスウェーデンのものとなった。1675年から1676年にかけてのスウェーデン＝ブランデンブルク戦争では、神聖ローマ帝国諸侯とデンマークとの連合軍がラングヴェーデル周辺のスウェーデン支配地域を占領し、1679年の終戦までその支配下に置かれた。1679年のサン・ジェルマン条約でラングヴェーデルは再びスウェーデン領と認められ、1712年までプロテスタントのスウェーデン統治下に置かれた。城は1679年にミュンスターの兵士らによって取り壊されたとされるが、これは他の記録とは一致しない。1770年頃のハノーファー選帝侯領の地図にこの町の防衛施設が描かれているからである。廃墟となるまで完全に破壊されたのは、おそらく1866年以降のプロイセン王国領時代であったと推測されている。1906年まで城址には粉挽きを生業としたレーボック家の風車があった。1946年以降、ここには「ブルク＝バート・ラングヴェーデル」という屋外プールが造られている。この施設は2006年から2007年に町が高額の投資を行って近代化がなされた。
この集落は中世からすでに「フレッケン」(Flecken) と呼ばれていた。つまり市場の開催権や一定の自治権が与えられていた。この町が単一自治体の一部となったのは1972年である。当時この町の人口は、すでに独立した自治体となっていたエーテルゼンの半分程度しかない合併村落中最も小さな村落の一つであったにもかかわらず、合併後の単一自治体名としてこの町の名前が採用された。

## 行政

### 町議会
町議会は26人の議員と町長で構成される。.

### 町長
前町長のアンドレエアス・マットフェルト (CDU) は、2009年の連邦議会議員選挙に当選し、町長を辞任した。この町の町長選挙は2010年2月14日に予定されている。

### 紋章
ラングヴェーデルの紋章は1978年4月18日に町議会で採択された。
図柄: 緑地で、基部は波形の銀地。下部は6つの凸部をもつ銀の胸壁で、アーチ状の門が開いている。その上はギーベルブレッター（切妻状の斜め十字）で、先端は互いに外を向いた馬の頭部が象られている。

## 経済と社会資本

### 経済
ヴェーザー川沿いの町ラングヴェーデルはフェルデン郡の2つの都市の間に位置する。
ラングヴェーデル地区やダフェルデン地区は郡庁所在地のフェルデン指向となり、エーテルゼン地区をはじめとする西部ではアヒム寄りとなる傾向がある。
ラングヴェーデルには、幼稚園、学校、スポーツ施設、医院やサービス機関がある。この他に手工業の家族経営の会社もある。大規模なダフェルデン産業地域はアウトバーンの横にある。

### 交通
ラングヴェーデルは、ブレーメンから南東に向かう交通軸上に位置する。ヴェーザー川を遡るとハノーファーを経て最終的には南ドイツにまで至る。また、町内を鉄道の幹線が通り、これと並行にアウトバーンが走っている。

#### 船舶交通
ラングヴェーデルは、アラー川合流部とブレーメンの間のヴェーザー中流域に面している。ヴェーザー中流域は船舶の航行が可能で、現在（2011年まで）ヴェーザー閘門とアヒム＝バーデンの間で大型モーター船舶のための拡張工事が行われている。水運会社「フロッテ・ヴェーザー」の客船はほぼ年中ダフェルデンの運河橋横の停船施設に停船し、接岸する。

#### 道路交通
サービスエリア「ラングヴェーデル北」と「ラングヴェーデル南」を備えたアウトバーンA27号線も町の近くを通っている。このサービスエリアには流出ランプを有しており、この町に直接入ることができる。アウトバーンA27号線の正式なインターチェンジの建設がもうすぐ始まる。

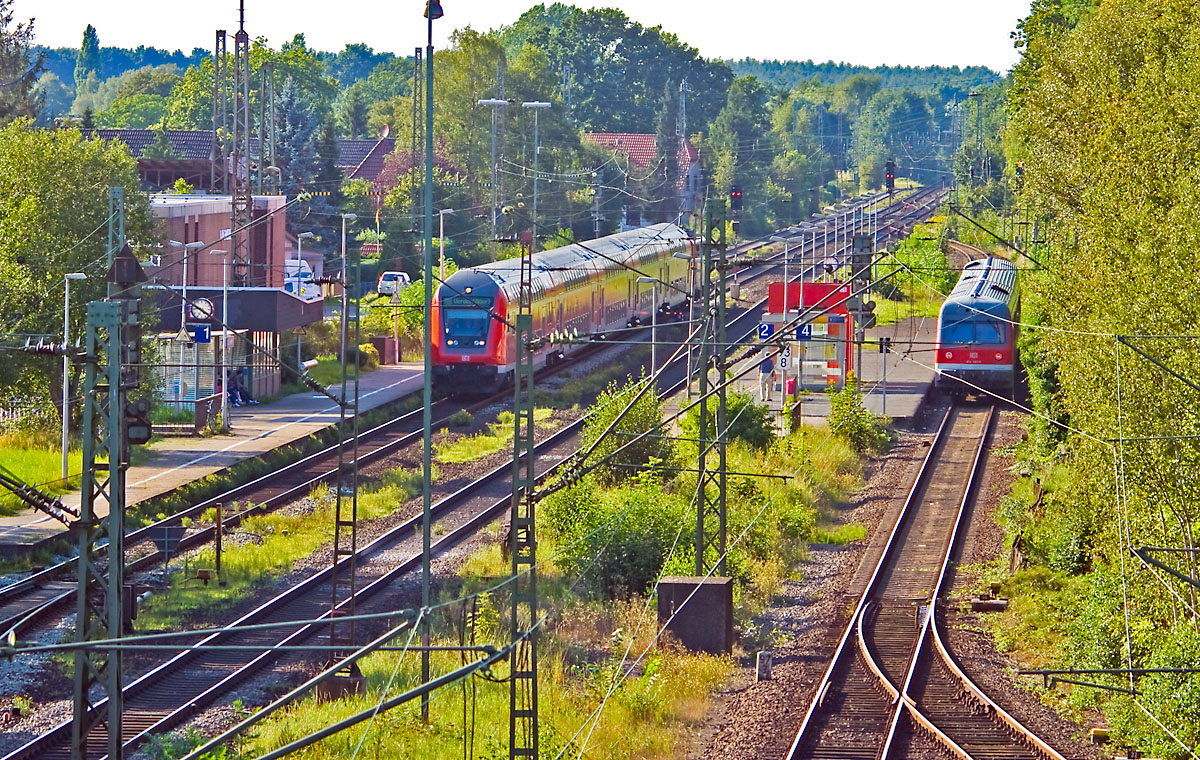
ラングヴェーデル駅

#### 鉄道
鉄道ハノーファー - ブレーメン線がラングヴェーデルと近隣市町村とを結んでいる。駅はラングヴェーデルとエーテルゼンにある。もう一つの鉄道路線ユルゼン - ラングヴェーデル線はユルゼンからゾルタウおよびラングヴェーデルを経由してブレーメンに至る。このアメリカ線と呼ばれた路線を通ってベルリンからの難民がヴェーザー港にたどり着いた。

#### 公共旅客交通
隣接する都市であるアヒムやフェルデンには速やかに到達することができる。また、計画進行中のブレーメンSバーンへも組み込まれることになっている。路線バスは町内や近隣町村への足を提供している。

### 社会施設
最寄りの病院はフェルデンとアヒムを所在地とするアラー＝ヴェーザー病院、ブレーメンのいくつかの病院、ローテンブルク (ヴュンメ)のディアコニー病院である。保険医の救急医療に関し、ラングヴェーデル地区はフェルデン救急医療区に組み込まれた。町の西部は以前からアヒム救急医療区に組み込まれている。救急活動は地元の病院が担っている。クルフェンハーゲンにはヴァルトハイム財団のてんかん、精神障害者の生活施設がある。ラングヴェーデル地区やエーテルゼン地区には大きな老人ホーム・障害者養護ホームがある。ハーゲン＝グリンデン地区には自閉症者のための施設がある。

## 宗教
多くの住民の宗教はプロテスタントのルター派である。ダフェルデンとエーテルゼンにはルター派の組織があるが、町域の一部はフェルデンなど隣接する教会組織に属す箇所もある。この町東部の集落のカトリック信者はフェルデンの首席司祭区、西部のカトリック信者は聖マティアス教会（アヒム）に属す。この他に、エホバの証人、バプテスト教会、自由教会、イスラム教の信者もいる。これらの信者は郡庁所在地のフェルデンやアヒムで組織されている宗教組織に属す。無宗教の住民も増えている。

## 文化と見所
- エーテルゼン地区のエーテルゼン城、歴史的な城館庭園、墓所、冬にはソリ滑降コースがある。
- エーテルゼン地区の郷土文化博物館が入っている風車「ヤン・ヴィント」
- ダフェルデン地区の聖ジギスムント教会
- 低地ドイツの演目を上演しているダフェルデンとホルテビュッテルの野外ステージ
- クルフェンハーゲンのヴェーザー閘門、ヴェーザー川長距離自転車道沿いにあり、案内板やベンチがある
- 5月1日から10月3日までヴェーザー川のフェリー「ゲントジート号」が運行している。
- ドロッセルホーフの堰およびキャンプ場近くにあるスポーツボートの船着き場
- 旧アラー川とヴェーザー川のカヌー・ツアー
- シュパンゲの森のバーベキュー場を有する森林学習路

### 年中行事
- フェリー「ゲントジート号」でのフェリー祭（8月の最後から2番目の日曜日）
- 春の町役場の文化の日
- 9月第2週末のラングヴェーデラー・マーケット
- クルフェンハーゲンのクリスマスマーケット（第1アドヴェントの週末）

## 引用
1. ↑  Landesamt für Statistik Niedersachsen, LSN-Online Regionaldatenbank, Tabelle A100001G: Fortschreibung des Bevölkerungsstandes, Stand 31. Dezember 2023
2. ↑  2006年町議会選挙 政党別議席配分: http://www.langwedel.de/kommunalwahl.php.